# Verein für Leibesübungen Bochum 1848 2001-2002
Questa voce raccoglie le informazioni riguardanti il Verein für Leibesübungen Bochum 1848 nelle competizioni ufficiali della stagione 2001-2002.

## Stagione
Nella stagione 2001-2002 il Bochum, allenato da Bernard Dietz e Peter Neururer, concluse il campionato di 2. Bundesliga al 3º posto e fu promosso in Bundesliga. In Coppa di Germania il Bochum fu eliminato al secondo turno dal Bayer Leverkusen.

## Rosa
| N. |                        | Ruolo | Calciatore              |
| -- | ---------------------- | ----- | ----------------------- |
| 1  | Paesi Bassi (bandiera) | P     | Rein van Duijnhoven     |
| 2  | Croazia (bandiera)     | D     | Samir Toplak            |
| 3  | Germania (bandiera)    | D     | Martin Meichelbeck      |
| 4  | Germania (bandiera)    | D     | Mirko Dickhaut          |
| 5  | Danimarca (bandiera)   | D     | Søren Colding           |
| 7  | Germania (bandiera)    | C     | Paul Freier             |
| 8  | Germania (bandiera)    | C     | Sebastian Schindzielorz |
| 9  | Panama (bandiera)      | A     | Thomas Christiansen     |
| 10 | Germania (bandiera)    | C     | Dariusz Wosz            |
| 11 | Danimarca (bandiera)   | A     | Peter Graulund          |
| 12 | Germania (bandiera)    | C     | Thomas Stickroth        |
| 13 | Germania (bandiera)    | P     | Christian Vander        |
| 14 | Austria (bandiera)     | C     | Dietmar Berchtold       |
| 15 | Germania (bandiera)    | D     | Rouven Schröder         |

| N. |                      | Ruolo | Calciatore        |
| -- | -------------------- | ----- | ----------------- |
| 16 | Iran (bandiera)      | A     | Vahid Hashemian   |
| 17 | Germania (bandiera)  | C     | Malek Barudi      |
| 19 | Germania (bandiera)  | A     | Mike Busch        |
| 20 | Russia (bandiera)    | C     | Sergey Mandreko   |
| 21 | Sudafrica (bandiera) | A     | Delron Buckley    |
| 22 | Germania (bandiera)  | D     | Thomas Reis       |
| 23 | Germania (bandiera)  | C     | Dino Toppmöller   |
| 24 | Germania (bandiera)  | D     | Michael Bemben    |
| 25 | Germania (bandiera)  | D     | Frank Fahrenhorst |
| 26 | Germania (bandiera)  | C     | Björn Joppe       |
| 27 | Germania (bandiera)  | C     | Markus Ehrhard    |
| 28 | Germania (bandiera)  | D     | Hilko Ristau      |
| 29 | Germania (bandiera)  | D     | Axel Sundermann   |

## Organigramma societario
Area tecnica
- Allenatore: Peter Neururer
- Allenatore in seconda: Frank Heinemann, Nicolas Michaty
- Preparatore dei portieri:
- Preparatori atletici:

## Calciomercato

### Sessione estiva
| Acquisti | Acquisti          | Acquisti             | Acquisti |
| R.       | Nome              | da                   | Modalità |
| -------- | ----------------- | -------------------- | -------- |
| C        | Malek Barudi      | TuS Celle            |          |
| C        | Dietmar Berchtold | Alemannia Aquisgrana |          |
| A        | Mike Busch        | Wolfsburg            |          |
| C        | Markus Ehrhard    | Remscheid            |          |
| A        | Peter Graulund    | Brøndby              |          |
| A        | Vahid Hashemian   | Amburgo              |          |
| C        | Dino Toppmöller   | Manchester City      |          |
| C        | Dariusz Wosz      | Hertha Berlino       |          |

| Cessioni | Cessioni           | Cessioni         | Cessioni |
| R.       | Nome               | da               | Modalità |
| -------- | ------------------ | ---------------- | -------- |
| A        | Marijo Marić       | Kärnten          |          |
| A        | Henryk Bałuszyński | LR Ahlen         |          |
| C        | Yıldıray Baştürk   | Bayer Leverkusen |          |
| C        | Ante Čović         | Saarbrücken      |          |
| A        | Zdravko Drinčić    | Waldhof Mannheim |          |
| C        | Zoran Mamić        | Greuther Fürth   |          |
| D        | Damir Milinović    | Rijeka           |          |
| C        | Peter Peschel      | Duisburg         |          |
| C        | Mike Rietpietsch   | RW Oberhausen    |          |
| P        | Christian Vander   | Bochum II        |          |

### Sessione invernale
| Acquisti | Acquisti | Acquisti | Acquisti |
| R.       | Nome     | da       | Modalità |
| -------- | -------- | -------- | -------- |

| Cessioni | Cessioni       | Cessioni     | Cessioni |
| R.       | Nome           | da           | Modalità |
| -------- | -------------- | ------------ | -------- |
| C        | Matthias Lust  | Unterhaching |          |
| A        | Sascha Siebert | Paderborn    |          |

## Risultati

### 2. Bundesliga

#### Girone di andata
| Arbitro: | Kircher |

|  |           |                        |
|  | Marcatori | 58’ Colding 73’ Freier |

| Arbitro: | Weiner |

|             |           |          |
| Schröder 7’ | Marcatori | 9’ Fuchs |

| Arbitro: | Lange |

|                   |           |          |
| Graulund 41’, 43’ | Marcatori | 7’ Thurk |

| Arbitro: | Perl |

|                         |           |  |
| Keïta 69’ Nehrbauer 90’ | Marcatori |  |

| Arbitro: | Schößling |

|                                              |           |                                   |
| Fahrenhorst 10’ Christiansen 44’, 80’ (rig.) | Marcatori | 9’ Rietpietsch 22’ Obad 62’ Tiéku |

| Arbitro: | Anklam |

|                        |           |                                                      |
| Hamann 5’ Schuster 42’ | Marcatori | 12’ Colding 71’, 86’ Buckley 75’ Schröder 89’ Bemben |

| Arbitro: | Rafati |

|                                                |           |         |
| Hashemian 4’ Christiansen 28’, 65’ Buckley 56’ | Marcatori | 76’ Efe |

| Arbitro: | Weber |

|                                     |           |  |
| García 39’ Frommer 65’ Hoffmann 86’ | Marcatori |  |

| Arbitro: | Gagelmann |

|                          |           |          |
| Schindzielorz 14’ (rig.) | Marcatori | 9’ Teber |

| Arbitro: | Voss |

|                                             |           |                                           |
| Wirsching 13’ Sprecakovic 42’ Melunovic 50’ | Marcatori | 59’ Toppmöller 72’ Fahrenhorst 81’ Bemben |

| Arbitro: | Trautmann |

|                              |           |                      |
| Ristau 55’, 90’ Schröder 88’ | Marcatori | 28’ Laping 78’ Brnas |

| Arbitro: | Wack |

|                  |           |  |
| Kryszałowicz 56’ | Marcatori |  |

| Bochum 17 novembre 2001, ore 15:00 CET 13ª giornata | Bochum | 0 – 0 referto | Arminia Bielefeld | Ruhrstadion (13 244 spett.)\| Arbitro: \| Meyer \| |
| Arbitro:                                            | Meyer  |               |                   |                                                    |

| Arbitro: | Steinborn |

|  |           |             |
|  | Marcatori | 2’ Graulund |

| Arbitro: | Koop |

|            |           |           |
| Freier 42’ | Marcatori | 35’ Ruman |

| Arbitro: | Stachowiak |

|          |           |  |
| Fiél 41’ | Marcatori |  |

| Arbitro: | Brych |

|                                                                |           |                                   |
| Buckley 1’ Hashemian 8’, 54’ (rig.) Meichelbeck 19’ Toplak 77’ | Marcatori | 36’ Pflipsen 64’ Zernicke 65’ Xie |

#### Girone di ritorno
| Arbitro: | Margenberg |

|                                                   |           |  |
| Meichelbeck 13’ Wosz 30’ Freier 33’ Hashemian 85’ | Marcatori |  |

| Arbitro: | Kemmling |

|                                          |           |               |
| Fuchs 6’ Graf 37’ Melkam 55’ Heinzen 72’ | Marcatori | 77’ Hashemian |

| Arbitro: | Berg |

|                   |           |                  |
| N'Kufo 69’ (rig.) | Marcatori | 63’ Christiansen |

| Arbitro: | Pickel |

|                                           |           |                        |
| Wosz 2’, 83’ Christiansen 43’ Buckley 69’ | Marcatori | 3’ Stendel 27’ Štefulj |

| Arbitro: | Perl |

|                                                                 |           |                  |
| Obad 2’, 59’ Wojtala 19’ Lipinski 22’ (rig.), 66’ Chiquinho 78’ | Marcatori | 48’ Christiansen |

| Arbitro: | Wezel |

|                                       |           |           |
| Wosz 17’ Christiansen 69’ (rig.), 73’ | Marcatori | 89’ Labak |

| Arbitro: | Wagner |

|            |           |                     |
| Härtel 22’ | Marcatori | 37’ Wosz 71’ Freier |

| Arbitro: | Kircher |

|            |           |                           |
| Zinnow 22’ | Marcatori | 34’ Christiansen 35’ Wosz |

| Arbitro: | Lange |

|                             |           |                      |
| Reis 51’, 87’ Hashemian 89’ | Marcatori | 37’ (rig.) Melunovic |

| Arbitro: | Voss |

|                                      |           |             |
| Freier 27’ Buckley 39’ Hashemian 89’ | Marcatori | 71’ Frommer |

| Arbitro: | Koop |

|  |           |                           |
|  | Marcatori | 42’ Christiansen 52’ Reis |

| Arbitro: | Fröhlich |

|                                        |           |  |
| Ristau 3’ Christiansen 45’ (rig.), 58’ | Marcatori |  |

| Arbitro: | Stark |

|                                               |           |  |
| Kauf 36’ Hofschneider 77’ Albayrak 82’ (rig.) | Marcatori |  |

| Arbitro: | Sippel |

|                                     |           |  |
| Hashemian 58’ Christiansen 70’, 85’ | Marcatori |  |

| Arbitro: | Meyer |

|                |           |                  |
| Amanatidīs 27’ | Marcatori | 45’ Christiansen |

| Arbitro: | Keßler |

|                            |           |           |
| Buckley 9’ Fahrenhorst 88’ | Marcatori | 16’ Divić |

| Arbitro: | Weiner |

|             |           |                                         |
| Caillas 48’ | Marcatori | 28’ (rig.) Christiansen 43’, 86’ Freier |

### Coppa di Germania
| Arbitro: | Margenberg |

|  |           |                  |
|  | Marcatori | 64’ Christiansen |

| Arbitro: | Stark |

|                        |           |                        |
| Freier 28’ Colding 75’ | Marcatori | 27’, 77’, 90’ Berbatov |

## Statistiche

### Statistiche di squadra
| Competizione      | Punti | In casa | In casa | In casa | In casa | In casa | In casa | In trasferta | In trasferta | In trasferta | In trasferta | In trasferta | In trasferta | Totale | Totale | Totale | Totale | Totale | Totale | DR  |
| Competizione      | Punti | G       | V       | N       | P       | Gf      | Gs      | G            | V            | N            | P            | Gf           | Gs           | G      | V      | N      | P      | Gf     | Gs     | DR  |
| ----------------- | ----- | ------- | ------- | ------- | ------- | ------- | ------- | ------------ | ------------ | ------------ | ------------ | ------------ | ------------ | ------ | ------ | ------ | ------ | ------ | ------ | --- |
| 2. Bundesliga     | 65    | 17      | 12      | 5       | 0       | 45      | 19      | 17           | 7            | 3            | 7            | 24           | 30           | 34     | 19     | 8      | 7      | 69     | 49     | +20 |
| Coppa di Germania | -     | 1       | 0       | 0       | 1       | 2       | 3       | 1            | 1            | 0            | 0            | 1            | 0            | 2      | 1      | 0      | 1      | 3      | 3      | 0   |
| Totale            | 65    | 18      | 12      | 5       | 1       | 47      | 22      | 18           | 8            | 3            | 7            | 25           | 30           | 36     | 20     | 8      | 8      | 72     | 52     | +20 |

### Andamento in campionato
| Giornata  | 1 | 2 | 3 | 4 | 5 | 6 | 7 | 8 | 9 | 10 | 11 | 12 | 13 | 14 | 15 | 16 | 17 | 18 | 19 | 20 | 21 | 22 | 23 | 24 | 25 | 26 | 27 | 28 | 29 | 30 | 31 | 32 | 33 | 34 |
| --------- | - | - | - | - | - | - | - | - | - | -- | -- | -- | -- | -- | -- | -- | -- | -- | -- | -- | -- | -- | -- | -- | -- | -- | -- | -- | -- | -- | -- | -- | -- | -- |
| Luogo     | T | C | C | T | C | T | C | T | C | T  | C  | T  | C  | T  | C  | T  | C  | C  | T  | T  | C  | T  | C  | T  | T  | C  | C  | T  | C  | T  | C  | T  | C  | T  |
| Risultato | V | N | V | P | N | V | V | P | N | N  | V  | P  | N  | V  | N  | P  | V  | V  | P  | N  | V  | P  | V  | V  | V  | V  | V  | V  | V  | P  | V  | N  | V  | V  |
| Posizione | 4 | 6 | 3 | 8 | 9 | 7 | 5 | 6 | 8 | 9  | 5  | 6  | 5  | 5  | 5  | 8  | 5  | 4  | 5  | 6  | 5  | 8  | 7  | 7  | 6  | 5  | 5  | 5  | 4  | 5  | 4  | 4  | 4  | 3  |

Legenda:

Luogo: C = Casa; T = Trasferta. Risultato: V = Vittoria; N = Pareggio; P = Sconfitta.

### Statistiche dei giocatori
!! colspan="4" | Totale

| Giocatore         | 2. Bundesliga | 2. Bundesliga | 2. Bundesliga | 2. Bundesliga | Coppa di Germania M. Barudi | Coppa di Germania M. Barudi | Coppa di Germania M. Barudi | Coppa di Germania M. Barudi | 0        | 0    | 0           | 0          | 0 | 0 | 0 | 0 | 0 | 0 | 0 | 0 |
| Giocatore         | Presenze      | Reti          | Ammonizioni   | Espulsioni    | Presenze                    | Reti                        | Ammonizioni                 | Espulsioni                  | Presenze | Reti | Ammonizioni | Espulsioni |   |   |   |   |   |   |   |   |
| M. Bemben         | 29            | 2             | 3             | 1             | 2                           | 0                           | 0                           | 0                           | 31       | 2    | 3           | 1          |   |   |   |   |   |   |   |   |
| D. Berchtold      | 9             | 0             | 2             | 0             | 1                           | 0                           | 0                           | 0                           | 10       | 0    | 2           | 0          |   |   |   |   |   |   |   |   |
| D. Buckley        | 31            | 7             | 4             | 0             | 2                           | 0                           | 0                           | 0                           | 33       | 7    | 4           | 0          |   |   |   |   |   |   |   |   |
| M. Busch          | 2             | 0             | 0             | 0             | 0                           | 0                           | 0                           | 0                           | 2        | 0    | 0           | 0          |   |   |   |   |   |   |   |   |
| T. Christiansen   | 30            | 17            | 2             | 1             | 1                           | 1                           | 0                           | 0                           | 31       | 18   | 2           | 1          |   |   |   |   |   |   |   |   |
| S. Colding        | 27            | 2             | 5             | 1             | 2                           | 1                           | 0                           | 0                           | 29       | 3    | 5           | 1          |   |   |   |   |   |   |   |   |
| M. Dickhaut       | 26            | 0             | 5             | 0             | 2                           | 0                           | 0                           | 0                           | 28       | 0    | 5           | 0          |   |   |   |   |   |   |   |   |
| M. Ehrhard        | 3             | 0             | 0             | 0             | 0                           | 0                           | 0                           | 0                           | 3        | 0    | 0           | 0          |   |   |   |   |   |   |   |   |
| F. Fahrenhorst    | 26            | 3             | 3             | 0             | 2                           | 0                           | 1                           | 0                           | 28       | 3    | 4           | 0          |   |   |   |   |   |   |   |   |
| P. Freier         | 30            | 7             | 7             | 1             | 2                           | 1                           | 0                           | 0                           | 32       | 8    | 7           | 1          |   |   |   |   |   |   |   |   |
| P. Graulund       | 13            | 3             | 0             | 0             | 0                           | 0                           | 0                           | 0                           | 13       | 3    | 0           | 0          |   |   |   |   |   |   |   |   |
| V. Hashemian      | 21            | 8             | 3             | 0             | 1                           | 0                           | 0                           | 0                           | 22       | 8    | 3           | 0          |   |   |   |   |   |   |   |   |
| B. Joppe          | 7             | 0             | 0             | 0             | 0                           | 0                           | 0                           | 0                           | 7        | 0    | 0           | 0          |   |   |   |   |   |   |   |   |
| M. Lust           | 4             | 0             | 0             | 0             | 1                           | 0                           | 0                           | 0                           | 5        | 0    | 0           | 0          |   |   |   |   |   |   |   |   |
| S. Mandreko       | 26            | 0             | 4             | 2             | 1                           | 0                           | 0                           | 0                           | 27       | 0    | 4           | 2          |   |   |   |   |   |   |   |   |
| M. Marić          | 2             | 0             | 0             | 0             | 1                           | 0                           | 0                           | 0                           | 3        | 0    | 0           | 0          |   |   |   |   |   |   |   |   |
| M. Meichelbeck    | 17            | 2             | 3             | 0             | 1                           | 0                           | 0                           | 0                           | 18       | 2    | 3           | 0          |   |   |   |   |   |   |   |   |
| T. Reis           | 15            | 3             | 3             | 0             | 1                           | 0                           | 0                           | 0                           | 16       | 3    | 3           | 0          |   |   |   |   |   |   |   |   |
| H. Ristau         | 19            | 3             | 4             | 0             | 1                           | 0                           | 0                           | 0                           | 20       | 3    | 4           | 0          |   |   |   |   |   |   |   |   |
| S. Schindzielorz  | 25            | 1             | 4             | 1             | 0                           | 0                           | 0                           | 0                           | 25       | 1    | 4           | 1          |   |   |   |   |   |   |   |   |
| R. Schröder       | 16            | 3             | 2             | 1             | 0                           | 0                           | 0                           | 0                           | 16       | 3    | 2           | 1          |   |   |   |   |   |   |   |   |
| T. Stickroth      | 5             | 0             | 0             | 0             | 1                           | 0                           | 0                           | 0                           | 6        | 0    | 0           | 0          |   |   |   |   |   |   |   |   |
| A. Sundermann     | 0             | 0             | 0             | 0             | 0                           | 0                           | 0                           | 0                           | 0        | 0    | 0           | 0          |   |   |   |   |   |   |   |   |
| S. Toplak         | 17            | 1             | 2             | 0             | 1                           | 0                           | 0                           | 0                           | 18       | 1    | 2           | 0          |   |   |   |   |   |   |   |   |
| D. Toppmöller     | 12            | 1             | 2             | 0             | 1                           | 0                           | 0                           | 0                           | 13       | 1    | 2           | 0          |   |   |   |   |   |   |   |   |
| C. Vander         | 5             | 0             | 0             | 0             | 1                           | 0                           | 0                           | 0                           | 6        | 0    | 0           | 0          |   |   |   |   |   |   |   |   |
| D. Wosz           | 27            | 6             | 5             | 1             | 2                           | 0                           | 0                           | 0                           | 29       | 6    | 5           | 1          |   |   |   |   |   |   |   |   |
| R. van Duijnhoven | 29            | 0             | 4             | 0             | 1                           | 0                           | 0                           | 0                           | 30       | 0    | 4           | 0          |   |   |   |   |   |   |   |   |